# Daniel Georg Nescher
Daniel Georg Nescher, född 16 juli 1753 i Stockholm, död där den 7 januari 1827, var en svensk affärsman och samlare.
Nescher var vinhandlare, blev inspektor vid vinprovningen vid Stockholms tullhus 1781 och erhöll överinspektors titel 1792. Han var en framstående ledare för Par Bricole och samlare av svenska böcker, handskrifter, mynt och porträttgravyrer. Hans efterlämnade bibliotek, omfattande 5 637 band jämte 368 handskriftsband, såldes till Kungliga biblioteket; den enastående samlingen av graverade porträtt inköptes av Karl XIII och skänktes till Kungliga biblioteket.